# Nyctophila reichii
O pirilampo mediterrânico (Nyctophila reichii) é uma espécie de insetos coleópteros polífagos pertencente à família Lampyridae.
A autoridade científica da espécie é Jacquelin du Val, tendo sido descrita no ano de 1859.
Trata-se de uma espécie presente no território português.